# Dombeya hilsenbergii
Dombeya hilsenbergii är en malvaväxtart som beskrevs av Henri Ernest Baillon. Dombeya hilsenbergii ingår i släktet Dombeya och familjen malvaväxter. Inga underarter finns listade i Catalogue of Life.